# Tournée 2
Tournée 2 è un album doppio che contiene le registrazioni dal vivo di alcune parti dei concerti di Paolo Conte tenuti in varie parti del mondo negli anni che vanno dal 1994 al 1998.

## Tracce
CD 1
1. Dal loggione - 4:36
2. Un fachiro al cinema - 3:55
3. Eden - 4:31
4. Novecento - 3:26
5. Luna di marmellata - 4:35
6. Chi siamo noi? - 4:54
7. Nord - 7:10
8. Gong-oh - 3:24
9. Sono qui con te sempre più solo - 4:08
10. Legendary - 3:27
11. La donna della tua vita - 3:42
12. Chiamami adesso - 2:58
13. Swing - 5:26
14. Nottegiorno - 2:28

CD 2
1. Rebus - 2:10
2. Tua cugina prima (Tutti a Venezia) - 2:52
3. Spassiunatamente - 3:31
4. Schiava del Politeama - 4:15
5. La frase - 3:31
6. Sijmadicandhapajiee - 3:37
7. L'avance - 5:55
8. Il treno va - 4:17
9. I giardini pensili hanno fatto il loro tempo - 4:22
10. Don't throw it in the wc - 4:28
11. Per quel che vale - 3:32
12. Do-do - 3:39
13. Una di queste notti - 3:08
14. Irresistibile - 3:47
15. Roba di Amilcare - 5:53